# Porsche 911 GT2
La Porsche 911 GT2 (dal 2010 nota come 911 GT2 RS) è un'autovettura sportiva ad alte prestazioni sia da competizione che stradale, prodotta dalla casa automobilistica tedesca Porsche a partire dal 1993. Si tratta della versione di punta della gamma della Porsche 911.
Basata sulla 911 Turbo, utilizza un motore biturbo e presenta numerosi aggiornamenti, tra cui miglioramenti al motore, freni maggiorati e delle sospensioni più rigida rispetto alle altre 911. La GT2 è significativamente più leggera della Turbo grazie all'impiego della sola trazione posteriore anziché del sistema di trazione integrale.

## 993 GT2 (1993–1998)
La 993 GT2 venne inizialmente costruita per soddisfare i requisiti di omologazione per le vetture da competizione da impiegare nella classe GT2, che richiedevano tassativamente la realizzazione di un numero minimo di vetture stradali prima di poter essere utilizzate nelle gare; la controparte vettura stradale, per distinguerla dalla versione da corsa, venne denominata ufficialmente 911 GT.
La 993 GT2 presentava parafanghi in plastica allargati e un'ala posteriore più grande con prese d'aria nei montanti per un migliore il raffreddamento del motore. Il motore boxer da 3,6 litri della 993 GT2 inizialmente sviluppava una potenza massima di 316 kW (430 CV); nel 1998 venne aggiornato e potenziato a 331 kW (450 CV).
Furono costruite in totale 57 vetture stradali (di cui tredici con guida a destra).

## 996 GT2 (2001-2005)
Nel 2001 la 993 GT2 fu sostituita dal nuovo modello 996 GT2; ci vollero due anni per sviluppare la 996 GT2. Rispetto alla precedente generazione venne montato un motore non più raffreddato ad aria, bensì a liquido.
Sviluppata solo come vettura stradale, la nuova GT2 presentava una versione biturbo del motore boxer da 3,6 litri derivato dalla contemporanea 996 GT3, con una potenza massima di 340 kW (462 CV), che venne successivamente aumentata a 355 kW (483 CV).
Come per la 993 GT2, la carrozzeria della 996 GT2 differiva notevolmente da quella delle altre 996; le principali differenze si concentravano nei parafanghi più larghi, un frontale dalla forma più squadrata e per avere un grande alettone posteriore. Nonostante una riduzione di 10 millimetri dell'altezza da terra rispetto alla 996 Turbo, il coefficiente di resistenza aerodinamica era leggermente più alto pari a 0,34 rispetto a 0,33 della 996 Turbo, a causa dell'alettone posteriore fisso. È stata la seconda vettura in assoluto e la prima in serie a montare dischi dei freni in carboceramica.

## 997 GT2 (2007-2012)
La 996 GT2 venne sostituita dalla 997 GT2, che fu presentata ufficialmente al 62º Salone di Francoforte 2007.

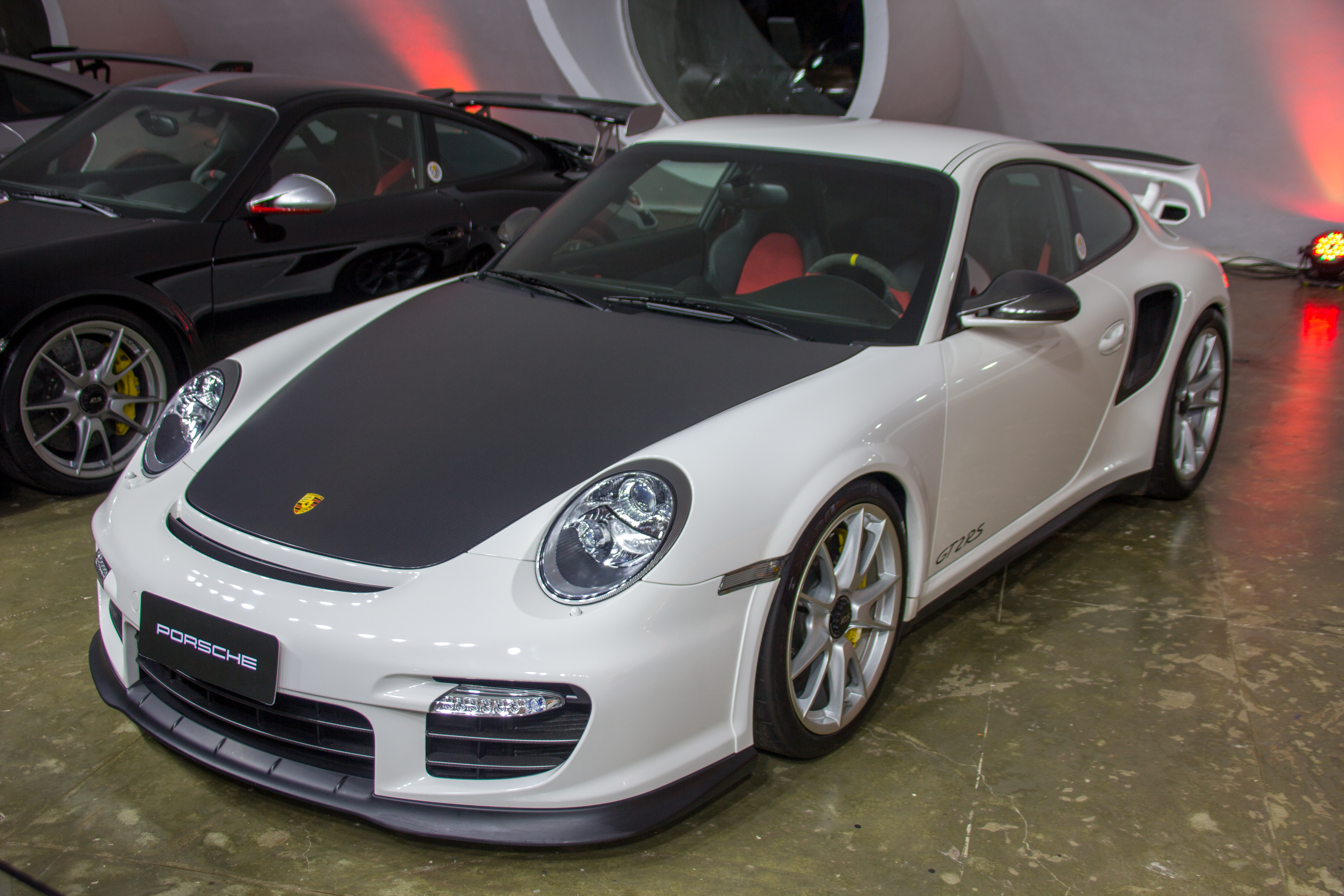
997 GT2 RS

Il motore della GT2 era basato sul boxer da 3,6 litri della 997 Turbo, ma presentava due nuovi turbocompressori a geometria variabile. Il motore generava una potenza massima di 390 kW (530 CV) a 6500 giri/min e 680 Nm di coppia a 2200 giri/min. La GT2 accelerava da 0 a 100 km/h in 3,6 secondi e da 0 fino a 200 km/h in 10,6 secondi, raggiungendo una velocità massima di 328 km/h.
L'aspetto della 997 GT2 ancora una volta differiva notevolmente dalla 997 Turbo. Aveva un paraurti anteriore modificato, un'ala posteriore di nuova fattura con due piccole prese d'aria su entrambi i lati e un paraurti posteriore rivisto con sfoghi d'aria agli angoli inferiori e terminali di scarico in titanio.

### 997 GT2 RS
Nel 2010 debuttò la più potente e prestante variante GT2 RS, avente una potenza massima di 456 kW (620 CV) e 700 Nm di coppia. La GT2 RS pesava 70 kg in meno della GT2 standard, che le conservano di avere una velocità massima di 330 km/h e un tempo di accelerazione da 0 a 100 km/h di 3,5 secondi.
Porsche costruì solo 500 esemplari della 997 GT2 RS.

## 991 GT2 RS (2017-2019)
La 991 GT2 RS fu inizialmente presentata all'Electronic Entertainment Expo nel giugno 2017 insieme al videogioco Forza Motorsport 7, dove per altro venne anche utilizzata come copertina dello stesso.
L'auto debuttò ufficialmente al successivo Goodwood Festival of Speed. La 991 GT2 RS venne dotata di un motore boxer biturbo da 3,8 litri con una potenza massima di 515 kW (700 CV) a 7000 giri/min e 750 Nm di coppia, che la rese al lancio la 911 di produzione in serie ad uso stradale più potente mai costruita.

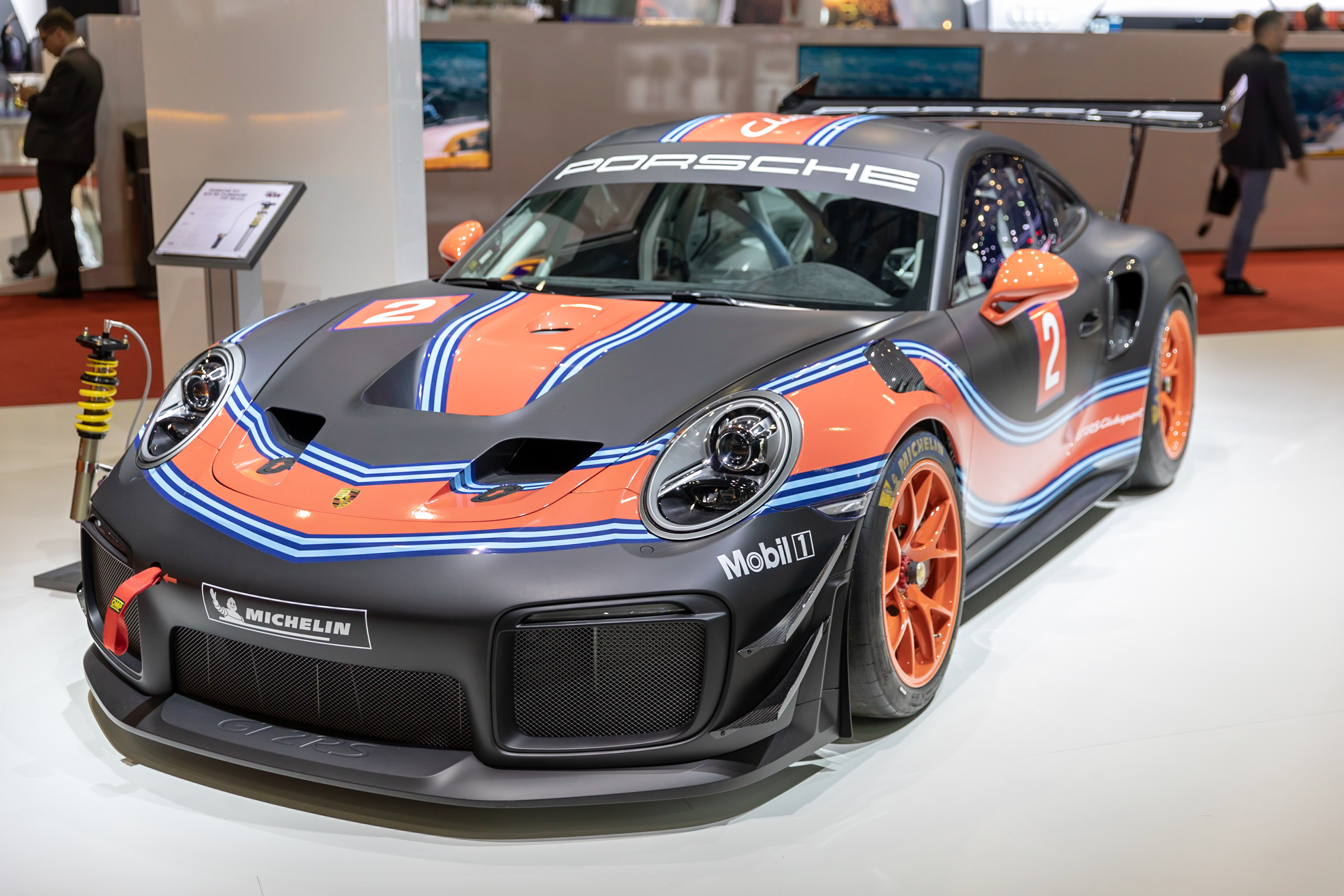
991 GT2 RS Clubsport

A differenza delle precedenti generazioni, questa serie fu dotata di un cambio automatico PDK a 7 rapporti; l'auto accelerava da 0 a 97 km/h in 2,7 secondi e raggiungeva una velocità massima di 340 km/h.
La vettura differiva dalle altre 991 per avere il tetto in magnesio, cofano motore, parafanghi anteriori e posteriori e cofano del bagagliaio in fibra di carbonio, paraurti anteriore e posteriore in poliuretano, finestrini posteriori e laterali in policarbonato e impianto di scarico in titanio.
Era anche disponibile in opzione un pacchetto chiamato Weissach, che riduceva il peso di altri 30 kg, grazie all'uso di parti e componenti in materiali alleggeriti come il tetto e le barre antirollio in fibra di carbonio, il roll-bar in titanio e i cerchi in magnesio.
Alla fine di settembre 2017 la 911 GT2 RS con alla guida il collaudatore Lars Kern fece segnare un tempo sul giro di 6:47,3 minuti sul Nürburgring Nordschleife con una velocità media di 184,11 km/h, stabilendo un nuovo record sul giro per un'auto di serie sul circuito tedesco.

### 991 GT2 RS Clubsport
Presentata al salone di Los Angeles 2018, la GT2 RS Clubsport è la variante omologata solo per l'utilizzo in pista della GT2 RS. Nuovi elementi aerodinamici aumentano la deportanza della vettura: un'ala posteriore più grande realizzata in fibra di carbonio condivisa con la GT3 R, prese d'aria anteriori più grandi con luci diurne a LED integrate, tetto in fibra di carbonio, cofano motore in fibra di carbonio e un nuovo sistema di scarico da corsa.
Gli interni sono provvisti di un roll-bar approvato dalla FIA, un sedile singolo da corsa e un volante da corsa in fibra di carbonio nella cui parte centrale è presente un display a colori. L'auto ha un peso totale di 1390 kg, 80 kg in meno rispetto alla GT2 RS standard.
Il motore e la trasmissione rimangono gli stessi della GT2 RS, ma c'è un nuovo sistema di gestione del controllo di stabilità e ABS, con entrambi che possono essere impostati manualmente grazie a delle manopole presenti sulla console centrale. Inoltre la GT2 RS Clubsport è dotata di cerchi in lega forgiati monodado con bloccaggio centrale da 18 pollici e pneumatici slick da corsa Michelin. La vettura viene impiegata nel GT2 European Series.

## Attività sportiva

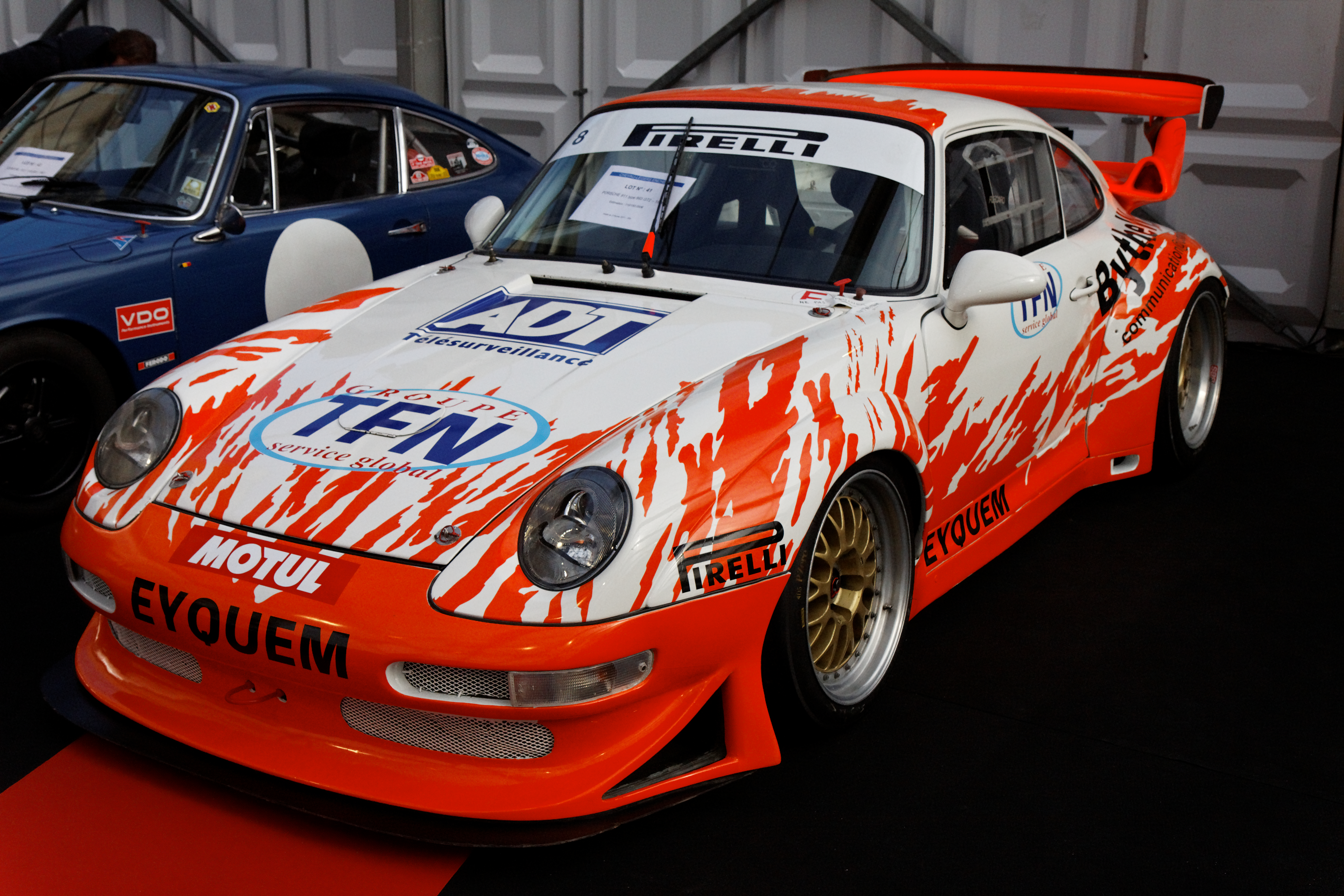
993 GT2 Evo2

La versione da corsa della 993 GT2 presentava un roll-bar integrato nel telaio, piccole modifiche alla carrozzeria e all'alettone per ridurne il peso e aumentarne la deportanza e parafanghi più larghi per poter montare pneumatici slick da corsa. La sospensione venne modificata per migliorare la tenuta di strada, mentre il motore fu leggermente ottimizzato per avere una maggiore affidabilità. I doppi turbocompressori KKK come da regolamento erano dotati di flange per limitarne potenza, che era di 335,7 kW (450 CV).
Porsche sviluppò anche una GT2 Evo, in grado di correre nella categoria GT1. L'Evo aveva una potenza di 447,6 kW (600 CV) grazie all'uso di turbocompressori più grandi. Altre modifiche includevano: un nuovo alettone posteriore montato più in alto, parafanghi più grandi per ospitare pneumatici più larghi consentiti nella classe GT1 e una riduzione del peso a 1100 kg. La GT2 Evo ebbe vita breve, poiché Porsche decise di sostituirla con la 911 GT1 nel 1996.
La GT2 e la GT2 Evo ottennero sette vittorie nella loro classe su undici gare durante la loro prima stagione nel 1996, oltre a una vittoria di classe alla 24 Ore di Le Mans del 1996 e del 1997. Nel 1998 ottenne una sola vittoria.
Nel 1999 una GT2 preparata dalla scuderia Roock Racing riuscì ad ottenere la vittoria nella classe GT2 alla 24 Ore di Daytona.